# Мельников, Лука Андреевич
Лука Андреевич Мельников (? — 1833) — русский морской офицер, капитан 1-го ранга, участник Архипелагских экспедиций и русско-турецкой войны 1828—1829 годов.

## Биография
23 июля 1793 года поступил в Черноморский корпус кадетом, 21 июля 1796 года был произведён в гардемарины и с того времени ежегодно плавал в Чёрном море.
В 1798 году на корабле «Симеон и Анна» Мельников перешёл из Севастополя в Архипелаг и потом участвовал в делах при взятии крепостей Видо и Корфу. В Средиземном море был при взятии Анконы и блокаде Генуи, после чего состоял при вице-адмирале Ушакове и плавал в Мессину, Палермо и Неаполь, 2 августа 1799 года за отличие был произведён в мичманы. В 1800 году вернулся в Севастополь.
С 1801 года Мельников принимал участие в генеральной описи Чёрного моря, совершил съёмку берегов от Синопа до Босфора, с 1802 года состоял при Херсонском портовом правлении.
В 1805 году на корабле «Ратный» Мельников совершил плавание до Корфу и обратно, а в следующем году на бриге «Александр» плавал между Глубокой пристанью и Севастополем, после чего на том же бриге перешёл в Архипелаг, где сражался с французами. За отличие, оказанное при разбитии отряда французских канонерских лодок у острова Брацо был награждён орденом св. Владимира 4-й степени с бантом. Далее вплоть до 1810 года он плавал в Адриатическом и Средиземном морях, причём 1 января 1808 года получил чин лейтенанта.
Из Венеции Мельников берегом отправился в Россию и прибыв в Николаев был зачислен на бомбардирское судно «Дунай» и плавал по черноморским портам. В 1812 году он был назначен на корабль «Победа».
В 1814—1817 годах Мельников последовательно командовал бригантинами «Десна», «Мария» и «Клеопатра», с 1818 года командовал брандвахтенным пароходом «Спешный» на Одесском рейде, 26 июля того же года был произведён в капитан-лейтенанты.
В 1819 году он плавал по Чёрному морю на корабле «Париж», причём 15 февраля за проведение 18 морских полугодовых кампаний был награждён орденом св. Георгия 4-й степени (№ 3425 по кавалерскому списку Григоровича — Степанова). В 1820 году он состоял на корабле «Лесной» и продолжал плавать по черноморским портам, в следующем году командовал бригом «Меркурий», а с 1822 года состоял членом Севастопольской контрольной экспедиции. В 1823 году плавал на корабле «Норд Адлер» в эскадре контр-адмирала Мессера, в 1824 году командовал транспортом «Мария» у крымских берегов.
В 1825 и 1826 годах Мельников командовал корветом «Язон» и затем фрегатом «Флора», плавал у берегов Абхазии. В 1827 году он командовал кораблём «Архипелаг» при Севастопольском порте и 6 декабря был произведён в капитаны 2-го ранга.
С началом в 1828 году русско-турецкой войны Мельников был назначен командиром корабля «Иоанн Златоуст» и в 1829 году, состоя в отряде контр-адмирала Скаловского, участвовал в сражении у Пендераклии, после чего плавал между Сизополем и Севастополем. За отличия против турок был награждён орденом св. Анны 2-й степени. В 1830 году, командуя тем же кораблём, Мельников перевозил из Болгарии военные грузы и войска в русские черноморские порты. 25 июня 1831 года был произведён в капитаны 1-го ранга.
Скончался в начале марта 1833 года, из списков исключён 15 марта.
Его брат Василий был контр-адмиралом.